# Comuna Horodnîțea, Horodenka
Horodnîțea (în ucraineană Городниця) este o comună în raionul Horodenka, regiunea Ivano-Frankivsk, Ucraina, formată din satele Horodnîțea (reședința) și Peredivannea.

## Demografie
Componența lingvistică a comunei Horodnîțea
     Ucraineană (99,5%)
     Alte limbi (0,43%)
Conform recensământului din 2001, majoritatea populației comunei Horodnîțea era vorbitoare de ucraineană (99,5%), existând în minoritate și vorbitori de alte limbi.